# Вид (Њу Мексико)
Вид (енгл. Weed) насељено је место без административног статуса у америчкој савезној држави Њу Мексико.

## Демографија
По попису из 2010. године број становника је 63.
| Група             | 2000.    | 2010.      |
| Белци             | 0 (0,0%) | 60 (95,2%) |
| Афроамериканци    | 0 (0,0%) | 1 (1,6%)   |
| Азијати           | 0 (0,0%) | 1 (1,6%)   |
| Хиспаноамериканци | 0 (0,0%) | 0 (0,0%)   |
| Укупно            | 0        | 63         |